# Миллер, Билли
Би́лли Ми́ллер (англ. Billy Miller, 17 сентября 1979 — 15 сентября 2023) — американский телевизионный актёр и бывшая модель. Миллер наиболее известен благодаря своей роли Билли Эббота в дневной мыльной опере CBS «Молодые и дерзкие», где он снимался на регулярной основе с 2008 по 2014 год. За эту роль он получил три Дневные премии «Эмми», в том числе и в 2014 году, уже после ухода из шоу.
Миллер родился в Талсе, штат Оклахома, но вырос в Гранд-Прери, штат Техас и окончил Техасский университет в Остине. Переехав в Лос-Анджелес, он работал моделью. Затем он начал карьеру актёра мыльных опер, получив роль в шоу «Все мои дети» летом 2007 года. После года участия в шоу, он ушёл из него и вскоре получил роль в телесериале «Молодые и дерзкие». Из шоу он ушёл в конце 2013 года, из-за конфликта с продюсерами.
Миллер также играл второстепенную роль в сериале The CW «Двойник» в 2011—2012 годах, и появлялся в эпизодах таких сериалов как «Правосудие», «Касл» и «C.S.I.: Место преступления».
Скончался 15 сентября 2023 года в Остине в возрасте 43 лет. По словам менеджера актёра Миллер на момент смерти страдал маниакально-депрессивным расстройством

## Фильмография
| Год       |     | Русское название                    | Оригинальное название          | Роль                                  |
| --------- | --- | ----------------------------------- | ------------------------------ | ------------------------------------- |
| 2006      | с   | C.S.I.: Место преступления Нью-Йорк | CSI: NY                        | Уилл Грэм                             |
| 2007—2008 | с   | Все мои дети                        | All My Children                | Ричи Новак                            |
| 2008—2014 | с   | Молодые и дерзкие                   | The Young and the Restless     | Билли Эббот                           |
| 2009      | ф   | —                                   | Remembering Nigel              | Билли Миллер                          |
| 2011      | с   | Правосудие                          | Justified                      | Джеймс Эрл Дин                        |
| 2011      | кор | —                                   | Ripper                         | Эдвард                                |
| 2011—2012 | с   | Двойник                             | Ringer                         | Чарли Янг / Джон Деларио              |
| 2012      | тф  | Фатальный медовый месяц             | Fatal Honeymoon                | Гейб Уотсон                           |
| 2013      | с   | Касл                                | Castle                         | Микки Герхардт                        |
| 2014      | с   | —                                   | Enormous                       | Миллер                                |
| 2014      | с   | C.S.I.: Место преступления          | CSI: Crime Scene Investigation | офицер Роберт Долан                   |
| 2014      | ф   | Снайпер                             | American Sniper                | военно-морской рекрутер               |
| 2014      | с   | Особо тяжкие преступления           | Major Crimes                   | Энтони Хант                           |
| 2014—2019 | с   | Главный госпиталь                   | General Hospital               | Джейк Доу / Дрю Кейн / Джейсон Морган |
| 2015      | ф   | —                                   | Bad Blood                      | Гаррет Черч                           |
| 2015—2019 | с   | Форс-мажоры                         | Suits                          | Маркус Спектер                        |
| 2016      | тф  | Городской ковбой                    | Urban Cowboy                   | Бобби                                 |
| 2017      | с   | Рэй Донован                         | Ray Donovan                    | Тодд Догерти                          |
| 2019—2020 | с   | Сказать правду                      | Truth Be Told                  | Алекс Данн                            |